# PokerStars Players Championship
Die PokerStars Players Championship, kurz PSPC, ist ein Pokerturnier, das von PokerStars veranstaltet wird. Es hat einen Buy-in von 25.000 US-Dollar und ist das größte Pokerevent in dieser Preisklasse.

## Geschichte und Modus
Das Turnier in der Variante No Limit Hold’em wurde erstmals im Januar 2019 beim PokerStars Caribbean Adventure auf den Bahamas ausgespielt. Im März 2020 wurde es als „Event of the Year 2019“ mit einem Global Poker Award ausgezeichnet. Für August 2020 wurde die zweite Austragung des Events bei der European Poker Tour in Barcelona angekündigt, hierbei sollte das Startgeld 22.500 Euro betragen. Aufgrund der COVID-19-Pandemie wurde die geplante Austragung jedoch zunächst auf das Jahr 2021 und später auf unbestimmte Zeit verschoben. Die zweite Austragung fand dann vom 30. Januar bis 3. Februar 2023 erneut beim PokerStars Caribbean Adventure statt. Im Vorfeld des Turniers kann man bei den Live-Turnierserien von PokerStars sowie online einen sogenannten „Platinum Pass“ gewinnen, der zur Teilnahme am Turnier berechtigt und zudem Flug- und Hotelkosten deckt. Das Event ist ein reines Freeze-Out, Spieler können sich nach Ausscheiden also nicht erneut einkaufen.

## Bisherige Austragungen
| Beginn        | Teilnehmer | Sieger             | Herkunft | Preisgeld (in $) |
| ------------- | ---------- | ------------------ | -------- | ---------------- |
| 6. Jan. 2019  | 1039       | Ramón Colillas     | Spanien  | 5.100.000        |
| 30. Jan. 2023 | 1014       | Aljaksandr Schylko | Belarus  | 3.121.838        |